# Joris Marveaux
Joris Marveaux (Vannes, 15 de agosto de 1982) é um futebolista profissional francês que atua como meia.

## Carreira
Joris Marveaux começou a carreira no Lorient.